# Rennrodel-Weltmeisterschaften 1979
Die Rennrodel-Weltmeisterschaften 1979 fanden vom 26. bis 28. Januar 1979 auf der Kunsteisbahn am Königssee in Deutschland statt.

## Einsitzer der Frauen
| Platz | Land | Sportlerin           | Zeit    | Laufzeiten                    |
| ----- | ---- | -------------------- | ------- | ----------------------------- |
| 1     | GDR  | Melitta Sollmann     | 3:11,35 | 47,11 / 47,97 / 48,53 / 47,53 |
| 2     | FRG  | Elisabeth Demleitner | 3:11,56 | 47,34 / 48,07 / 48,33 / 47,80 |
| 3     | ITA  | Marie-Luise Rainer   | 3:12,29 | 47,52 / 47,94 / 48,76 / 48,06 |
| 4     | FRG  | Amanda Pfeifer       | 3:13,55 |                               |
| 5     | AUT  | Angelika Schafferer  | 3:13,57 |                               |
| 6     | FRG  | Andrea Fendt         | 3:14,61 |                               |

Weitere Reihenfolge
| Platz | Sportlerin           | Land |
| ----- | -------------------- | ---- |
| 7     | Vera Zozuļa          | SUN  |
| 8     | Mária Jasenčáková    | CSK  |
| 9     | Christine Brunner    | AUT  |
| 10    | Annefried Göllner    | AUT  |
| 11    | Teresa Bugajczyk     | POL  |
| 12    | Agneta Lindskog      | SWE  |
| 13    | Jana Vlčková         | CSK  |
| 14    | Teresa Masiarz       | POL  |
| 15    | Teresa Kruczek       | POL  |
| 16    | Elena Stan           | ROU  |
| 17    | Teruko Yamada        | JPN  |
| 18    | Eva Dahlberg         | SWE  |
| 19    | Carole Keyes         | CAN  |
| 20    | Maria Maioru         | ROU  |
| 21    | Brigitte Kuhn        | CHE  |
| 22    | Avril Walker         | GBR  |
| 23    | Gunilla Nilsson      | SWE  |
| 24    | Joanna Weaver        | GBR  |
| 25    | Margit Schumann      | GDR  |
| DNF   | Jane Davies          | GBR  |
| DNF   | Anna Majewskaja      | SUN  |
| DNF   | Angelika Aukenthaler | ITA  |
| DNF   | Natalia Mitkewitsch  | SUN  |
| DNF   | Ingrid Aichner       | ITA  |
| DSQ   | Ilona Brand          | GDR  |

## Einsitzer der Männer
| Platz | Land | Sportler         | Zeit    | Laufzeiten                    |
| ----- | ---- | ---------------- | ------- | ----------------------------- |
| 1     | GDR  | Dettlef Günther  | 3:16,79 | 49,37 / 49,19 / 49,67 / 48,55 |
| 2     | ITA  | Karl Brunner     | 3:17,05 | 48,90 / 49,44 / 49,88 / 48,82 |
| 3     | ITA  | Paul Hildgartner | 3:17,14 | 48,57 / 49,62 / 50,08 / 48,86 |
| 4     | FRG  | Anton Winkler    | 3:18,19 |                               |
| 5     | GDR  | Bernhard Glass   | 3:18,34 |                               |
| 6     | FRG  | Anton Wembacher  | 3:19,10 |                               |

Weitere Reihenfolge
| Platz | Sportler                | Land |
| ----- | ----------------------- | ---- |
| 7     | Peter Gschnitzer        | ITA  |
| 8     | Dainis Bremze           | SUN  |
| 9     | Waleri Jakuschin        | SUN  |
| 10    | Ernst Haspinger         | ITA  |
| 11    | Franz Wilhelmer         | AUT  |
| 12    | Gerhard Sandbichler     | AUT  |
| 13    | Asle Strand             | NOR  |
| 14    | Stefan Kjernholm        | SWE  |
| 15    | Per Haugen              | NOR  |
| 16    | Juris Eisaks            | SUN  |
| 17    | Vladimír Resl           | CSK  |
| 18    | Jindřich Zeman          | CSK  |
| 19    | Richard Stithem         | USA  |
| 20    | Fredrik Wickman         | SWE  |
| 21    | Rainer Gassner          | LIE  |
| 22    | Hans-Ueli Korrodi       | CHE  |
| 23    | Koji Kuriyama           | JPN  |
| 24    | Stanislav Ptáčník       | CSK  |
| 25    | Reto Filli              | CHE  |
| 26    | Mark Jensen             | CAN  |
| 27    | Sato Hidetoshi          | JPN  |
| 28    | William Finnoff         | USA  |
| 29    | Koichi Kaneda           | JPN  |
| 30    | Bruce Smith             | CAN  |
| 31    | Pierre Lachenal         | FRA  |
| 32    | Jean-Loup Denarie       | FRA  |
| 33    | Takashi Takagi          | JPN  |
| 34    | Neil Townshend          | GBR  |
| 35    | Francois Denarie        | FRA  |
| 36    | Derek Prentice          | GBR  |
| 37    | Markus Kägi             | CHE  |
| 38    | Peter Brouwer           | NLD  |
| DSQ   | Ueli Schenkel           | CHE  |
| DSQ   | Karl Schrott            | AUT  |
| DSQ   | Thomas Rzeznizok        | FRG  |
| DNF   | Frode Knudsen           | NOR  |
| DNF   | Hans Rinn               | GDR  |
| DNF   | Hans-Heinrich Winkler   | GDR  |
| DNF   | Jeremy Palmer-Tomkinson | GBR  |
| DNF   | Oesten Nilsson          | SWE  |
| DNF   | Per Ove Vedin           | SWE  |
| DNF   | Wolfgang Schädler       | LIE  |
| DNF   | Gerhard Böhmer          | FRG  |
| DNF   | Georg Fluckinger        | AUT  |

## Doppelsitzer der Männer
| Platz | Land | Sportler                        | Zeit    | Laufzeiten    |
| ----- | ---- | ------------------------------- | ------- | ------------- |
| 1     | FRG  | Hans Brandner Balthasar Schwarm | 1:36,00 | 47,88 / 48,12 |
| 2     | GDR  | Hans Rinn Norbert Hahn          | 1:36,04 | 47,89 / 48,15 |
| 3     | FRG  | Anton Winkler Anton Wembacher   | 1:36,28 | 48,14 / 48,14 |
| 4     | GDR  | Bernd Hahn Ulrich Hahn          | 1:36,30 |               |
| 5     | URS  | Dainis Bremse Aigars Kriķis     | 1:36,85 |               |
| 6     | ITA  | Peter Gschnitzer Karl Brunner   | 1:37,05 |               |

Weitere Reihenfolge
| Platz | Sportler                           | Land |
| ----- | ---------------------------------- | ---- |
| 7     | Jindřich Zeman, Vladimír Resl      | CSK  |
| 8     | Georg Fluckinger, Karl Schrott     | AUT  |
| 9     | Waleri Jakuschin, Valdis Ķuzis     | SUN  |
| 10    | Franz Wilhelmer, Franz Lechleitner | AUT  |
| 11    | Stefan Kjernholm, Kenneth Holm     | SWE  |
| 12    | Wolfgang Schädler, Rainer Gassner  | LIE  |
| 13    | Bruce Smith, Mark Jensen           | CAN  |
| 14    | Victor Anghel, Jakob Ispas         | ROU  |
| 15    | Koichi Kaneda, Takashi Takagi      | JPN  |
| 16    | Hidetoshi Sato, Koji Kuriyama      | JPN  |
| 17    | Pierre Lachenal, François Dénarié  | FRA  |
| DSQ   | Ueli Schenkel, Hans-Ueli Korrodi   | CHE  |

## Medaillenspiegel
| Platz | Land                            | Gold | Silber | Bronze | Gesamt |
| ----- | ------------------------------- | ---- | ------ | ------ | ------ |
| 1     | Deutsche Demokratische Republik | 2    | 1      | 0      | 3      |
| 2     | BR Deutschland                  | 1    | 1      | 1      | 3      |
| 3     | Italien                         | 0    | 1      | 2      | 3      |